# هسیشر روندفونک

نقشه نه عضو پخش منطقه ای شبکه رادیویی / تلویزیونی ARD آلمان

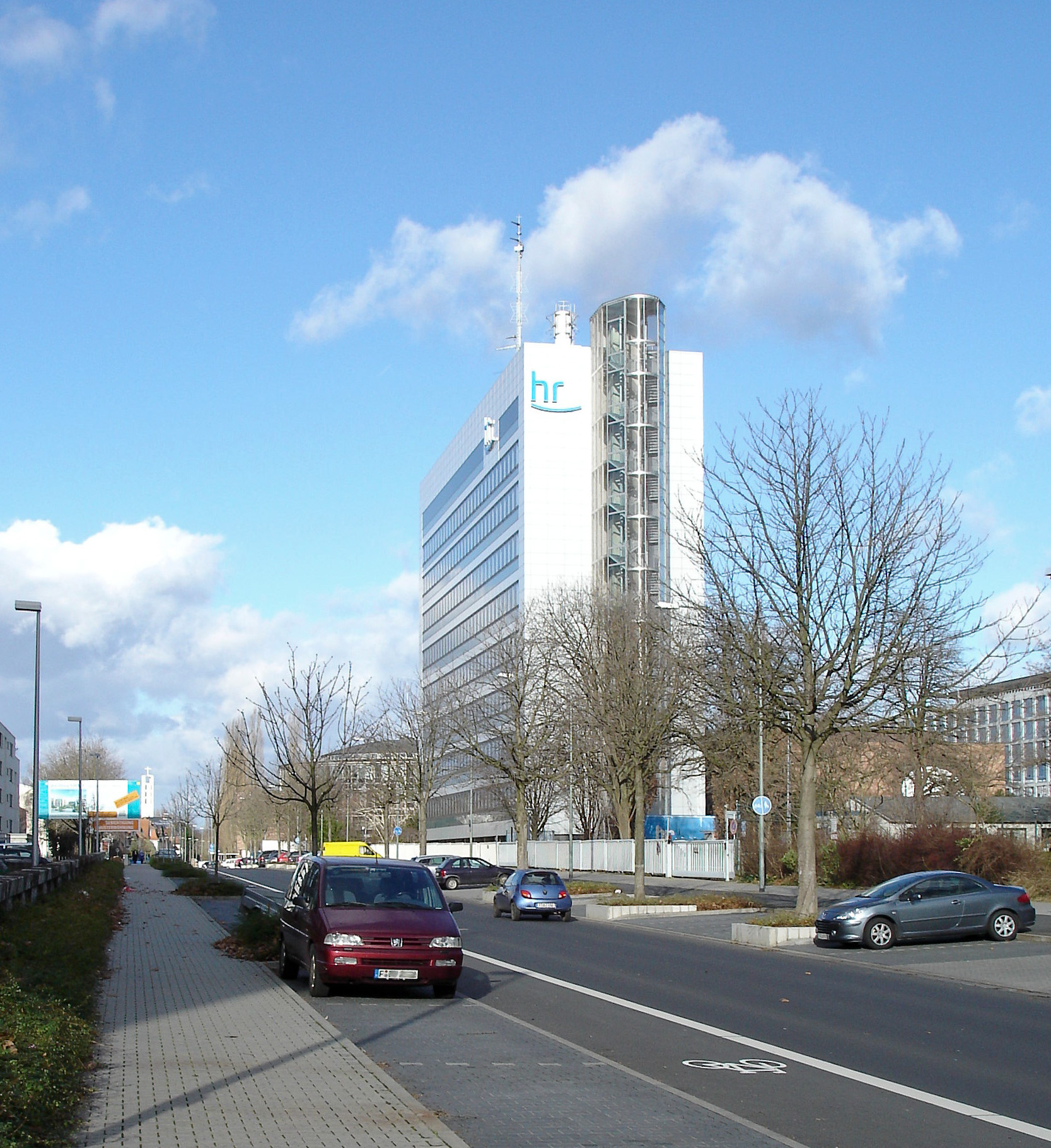
دفتر مرکزی در فرانکفورت

هسیشر روندفونک (Hessischer Rundfunk به معنی «پخش هسن» یا به‌طور کوتاه هاآر HR) شرکت رسانه عمومی ایالت هسن در آلمان است. دفتر مرکزی آن در فرانکفورت عضو کنسرسیوم ملی شرکت‌های پخش عمومی آلمان ARD است.

## استودیو

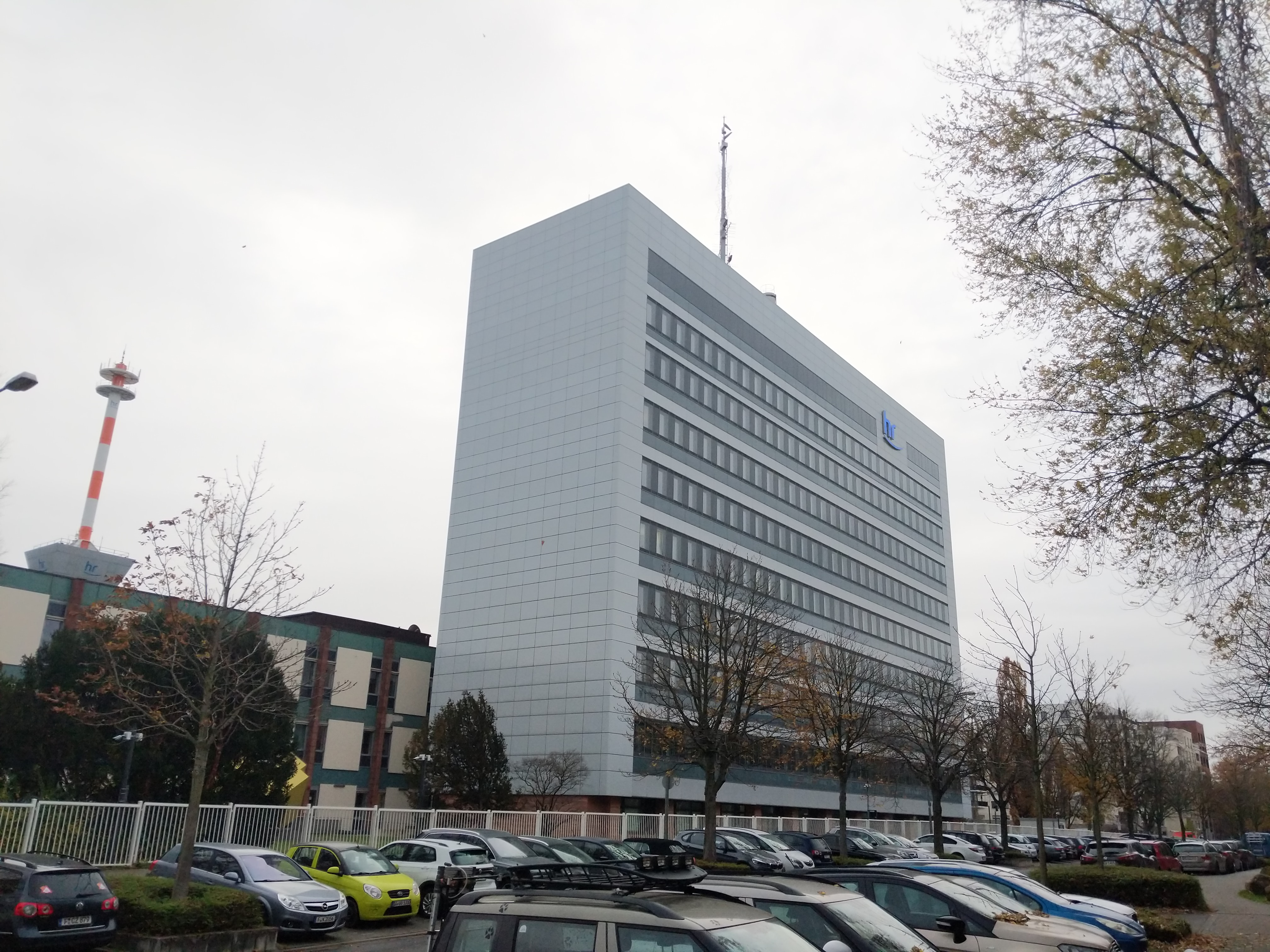
ARD Stern

دفتر پخس دورنبوش، در شهر فرانکفورت آم ماین استودیوهای اصلی رادیو و تلویزیون HR را در خود جای داده‌است. استودیوهای رادیویی و تلویزیونی دیگری در کاسل و ویسبادن و همچنین استودیوهای رادیویی دیگری در دارمشتات، فولدا و گیسن وجود دارند. HR همچنین دفاتر خود را در برلین، التویل، ارباخ، لیمبورگ آن در لان و ماربورگ اداره می‌کند. در سال ۲۰۰۰، هاآر استودیوهای خود را در طبقه ۵۳ برج اصلی در مرکز شهر فرانکفورت افتتاح کرد. این شرکت همچنین مسئول مدیریت استودیوهای ARD در مادرید و پراگ نیز هست.

## امور مالی
هزینه‌های صدور مجوز در حال حاضر ماهیانه ۱۷٫۵۰ یورو است. از سال ۲۰۱۳، هر خانوار در آلمان چه با داشتن دستگاه‌های رادیو و تلویزیون و چه بدون آن مجبور به پرداخت این هزینه هستند.

## برنامه‌ها

### تلویزیون
هاآر به برنامه‌های کانال اصلی پخش عمومی آلمان داس ارسته و همچنین به 3sat، آرته، کیکا و فونیکس کمک می‌کند.
مانند سایر شرکت‌های پخش عمومی منطقه ای در آلمان، هاآر علاوه بر کانال‌های سراسری ARD و ZDF "شبکه سه" منطقه ای خاص خود را پخش می‌کند. از سال ۱۹۶۴ تا ۱۹۸۳ این شبکه با نام Das Hessisches Fernsehprogramm ("برنامه تلویزیونی هسن") شناخته می‌شد. این شبکه سپس با نام هسن درای به معنی هسن۳ تغییر نام داد و از سال ۱۹۹۷ با نام هسن فرنزیهن (تلویزیون هسن) و از سال ۲۰۰۴ با نام هاآر فرنزیهن (تلویزیون هاآر) فعالیت است. از دسامبر ۲۰۱۳ این شبکه به‌صورت اچ‌دی پخش می‌شود.

### رادیو

آرم قبلی هسیشر روندفونک، که از سال ۱۹۴۶ تا ۲۰۰۴ استفاده می‌شد

- hr1
- hr2-Kultur
- hr3
- hr4
- hr-iNFO
- YOU FM

#### کانال‌های رادیویی سابق

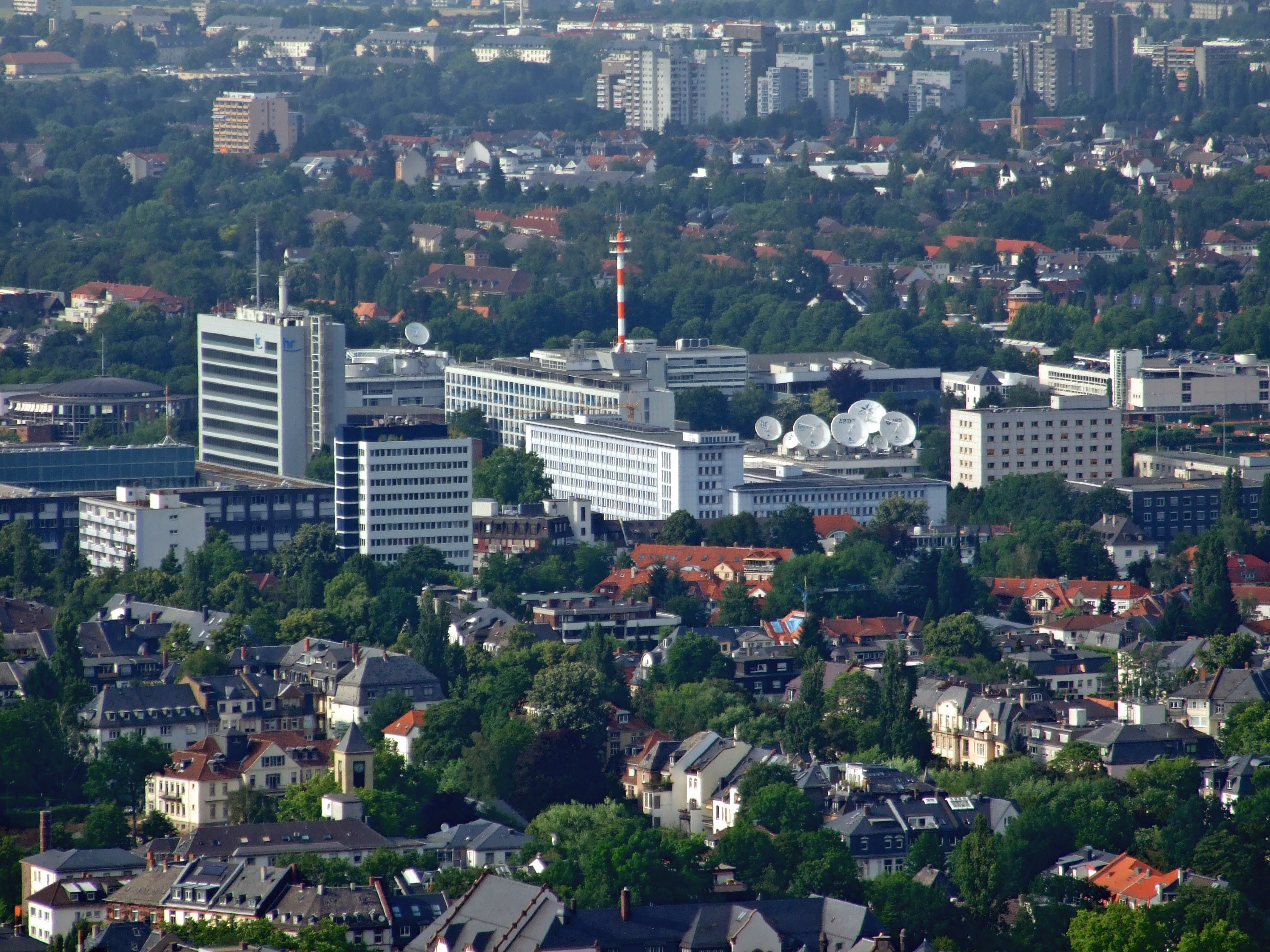
Hessischer Rundfunk با ARD-Sternpunkt در فرانکفورت

- hr-klassik - برنامه موسیقی کلاسیک (تا سپتامبر ۲۰۰۵)
- hr XXL - شبکه موسیقی برای جوانان (۱۹۹۸–۲۰۰۳، اکنون با YOU FM جایگزین شده‌است)
- hr-chronos - برنامه اطلاع‌رسانی (تا ۲۰۰۳)
- hr-skyline - برنامه اطلاعاتی تجارت محور (۱۹۹۸–۲۰۰۴)، اکنون با hr-info جایگزین شده‌است)

## فرستنده‌ها
- بایدنکوپف: FM
- دارمشتات/دارنباخ: FM
- فرانکفورت (استودیوی پخش): FM
- برج فرانکفورت ماین: FM
- گروسر فلدبرگ: DAB , DVB-T، FM
- هاردبرگ ام ادنوالد: FM
- هوهر مایسنر: FM
- کاسل-ویلهلمزهوهه: FM
- ماربورگ: FM
- ریمبرگ: DAB , DVB-T، FM
- اشلوشترن: FM
- وورتسبرگ: DVB-T، FM

### پخش اینترنتی
هر شش کانال رادیویی HR به‌صورت آنلاین نیز پخش می‌شود.